# Batman (série de televisão)
Batman (prt: Batman), também conhecida como Batman e Robin, é  uma série de televisão americana exibida entre 1966 e 1968, tendo ao todo 60 "histórias" , sendo cada uma dividida em 2 partes, o que totalizou 120 episódios. O programa é baseado no personagem homônimo das histórias em quadrinhos, e narra a luta contra o crime do herói, sempre acompanhado pelo parceiro Robin e auxiliado pelo mordomo Alfred, pelo comissário de polícia James Gordon e pelo chefe de polícia O'Hara.
De forte tom humorístico, é considerado uma "sátira consentida", pelos aspectos deletérios ao "mito" do personagem. O primeiro deles, segundo a crítica, estava no protagonista: Batman/Bruce Wayne era vivido pelo ator Adam West, visivelmente fora de forma para o papel, em uma fantasia que deixava evidente tal falta de forma. O papel de Robin/Dick Grayson era de Burt Ward, cuja principal marca era iniciar boa parte de suas frases com a expressão "Santo (ou Santa) alguma coisa!" Estas frases foram reaproveitadas nas duas séries animadas produzidas pela norte-americana Filmation na década de 70, e no desenho "Superamigos", da Hanna-Barbera. As más línguas no mundo inteiro onde a série foi exibida também teorizavam a existência de um envolvimento homossexual entre os dois personagens. Isto se deu primariamente devido a um livro da vida real chamado Seduction of the Innocent de Fredric Wertham (que deu origem ao Comics Code Authority). No livro, o psicólogo afirmava que a dupla dinâmica poderia ser homossexual, dado que Bruce Wayne não era casado e havia adotado um garoto em idade avançada (Dick). A DC Comics veio a público dizer que o personagem não é homossexual, apesar dos subtextos evidentes presentes na série.
Na telessérie exibida nos anos 60 o ator que interpretava o vilão Pinguim era Burgess Meredith, que anos mais tarde se tornaria mundialmente conhecido ao interpretar Mickey Goldmill, o treinador de Rocky Balboa, nos filmes da série Rocky.
Ward reprisou seu papel como Dick Grayson no crossover de 2019 no Arrowverse, "Crisis on Infinite Earths", que estabeleceu a série Batman como uma das terras paralelas da franquia Arrowverse.

## Elenco

### Elenco Principal
- Adam West como Batman / Bruce Wayne: um milionário cujos pais foram mortos quando era apenas uma criança e que agora dedica sua vida para combater o crime. O produtor Willian Dozier escolheu Adam West para o papel após ver sua atuação como o vilão Captain Q num comercial para Nestlé Quik. Lyle Waggoner (que interpretaria Steve Trevor na série Mulher-Maravilha) também havia sido selecionado para o papel, mas foi dispensado em favor de West.

- Burt Ward como Robin / Dick Grayson: companheiro de Batman na luta contra o crime. No seriado ficou caracterizado pela frequente expressão "Santa _____, Batman".

- Alan Napier como Alfred Pennyworth: mordomo à serviço de Bruce Wayne, auxiliando-o diversas vezes à manter sua identidade secreta.

- Neil Hamilton como Comissário James Gordon: baseado no personagem de quadrinhos de mesmo nome.

- Yvonne Craig como Barbara Gordon / Batgirl: filha do comissário Gordon, e companheira de Batman e Robin na luta contra o crime.

- Stafford Repp como Chefe Miles O'Hara: Chefe da Polícia de Gotham. O personagem O'Hara foi criado simplesmente para que Gordon tivesse alguém com quem conversar, porém foi adicionado aos quadrinhos após o seriado por um curto período de tempo.

- Madge Blake como Tia Harriet Cooper: tia de Dick Grayson. Ela foi adicionada na série para justificar a necessidade Bruce e Dick de manterem suas identidades secretas e para, de acordo com o produtor do show, Willian Dozier, que a dupla dinâmica não parecesse um casal gay.

- Willian Dozier, criador e produtor do seriado, é a voz do Narrador das aventuras da dupla dinâmica.

### Vilões Principais
- Cesar Romero como Coringa: Um vilão com aparência de um palhaço. Pele branca como o papel, cabelos verdes e lábios vermelhos. Identidade desconhecida. O Coringa é o vilão mais famoso e o arquirrival do Batman. Sempre elegante e acompanhado por suas belas assistentes e seus capangas.

- Burgess Meredith como Pinguim: Um ladrão com temática de pinguins sempre com seu característico guarda-chuvas, cartola e cigarrilha.

- Frank Gorshin (Temporadas 1 e 3) and John Astin (Temporada 2) como Charada: Um criminoso que deixa enigmas como pistas para seus crimes.

- Julie Newmar (Temporadas 1 e 2) and Eartha Kitt (Temporada 3) como Mulher-Gato: Uma ladra de joias com temática felina. Vive um complicado relacionamento de amor com o Bruce Wayne (Batman).

- Vincent Price como Cabeça de Ovo: Um gênio do mal presunçoso com careca semelhante a um ovo. Seus crimes e padrões de fala sempre envolvem ovos. Cabeça de Ovo foi um personagem criado para o seriado e posteriormente incluído nos quadrinhos.

- George Sanders (1ª temporada), Otto Preminger e Eli Wallach (2ª temporada) como Senhor Frio: Um cientista louco que precisa de temperaturas abaixo de zero para sobreviver após a exposição a uma solução de congelamento.

- Victor Buono as Rei Tut: Egiptólogo que desenvolveu personalidade dividida após ter sido atingido na cabeça durante um protesto estudantil. Sempre que é atingido na cabeça, ele alterna entre as personalidades de um professor universitário e uma versão reencarnada do faraó Tutancâmon.

- David Wayne as Jervis Tetch/Chapeleiro Louco: Um vilão formalmente vestido com uma obsessão por chapéus. Ele rouba os chapéus de suas vítimas e as derruba com um raio hipnotizante que sai do topo de seu chapéu.

## Galeria de imagens

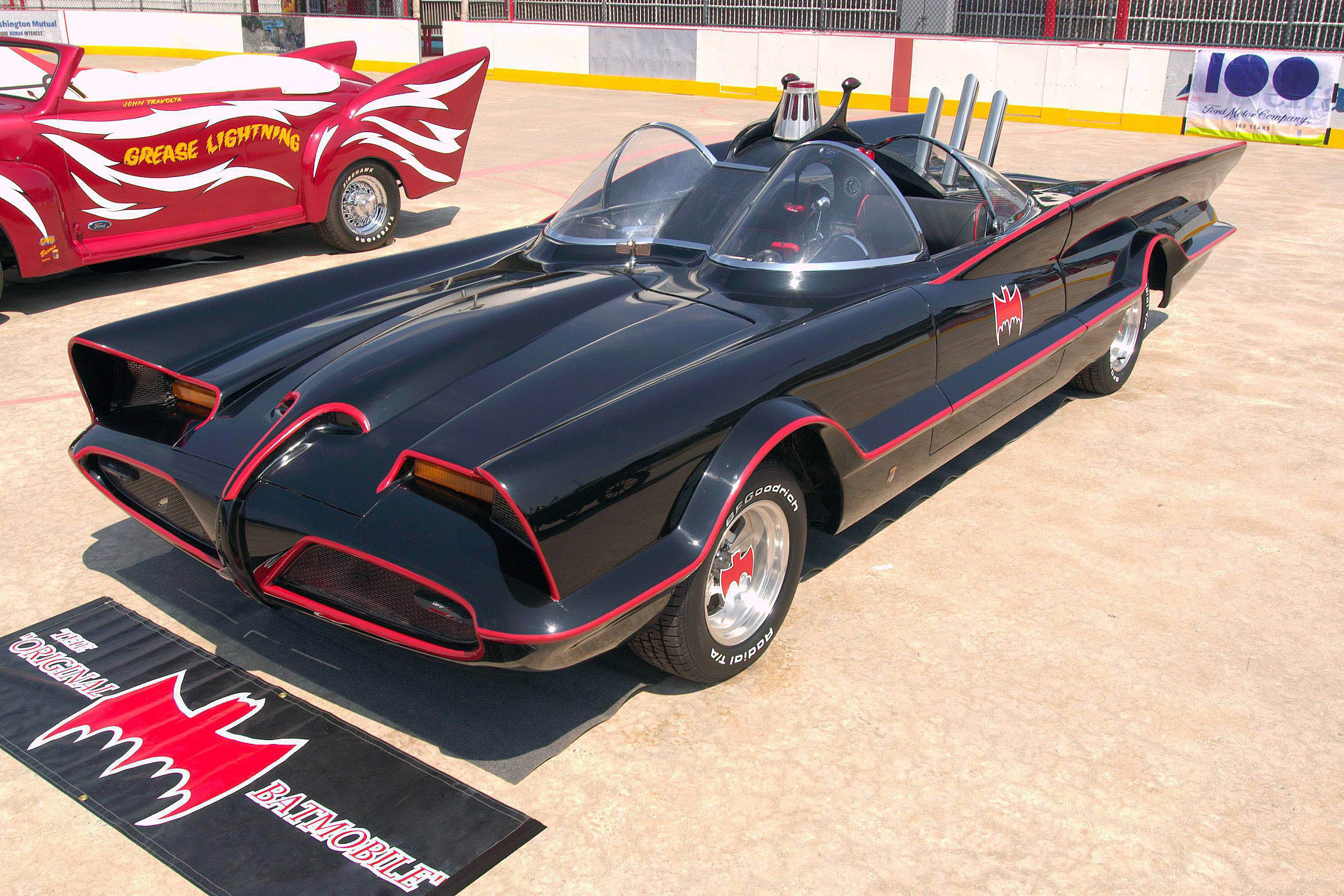
Modelo do Batmóvel usado na série
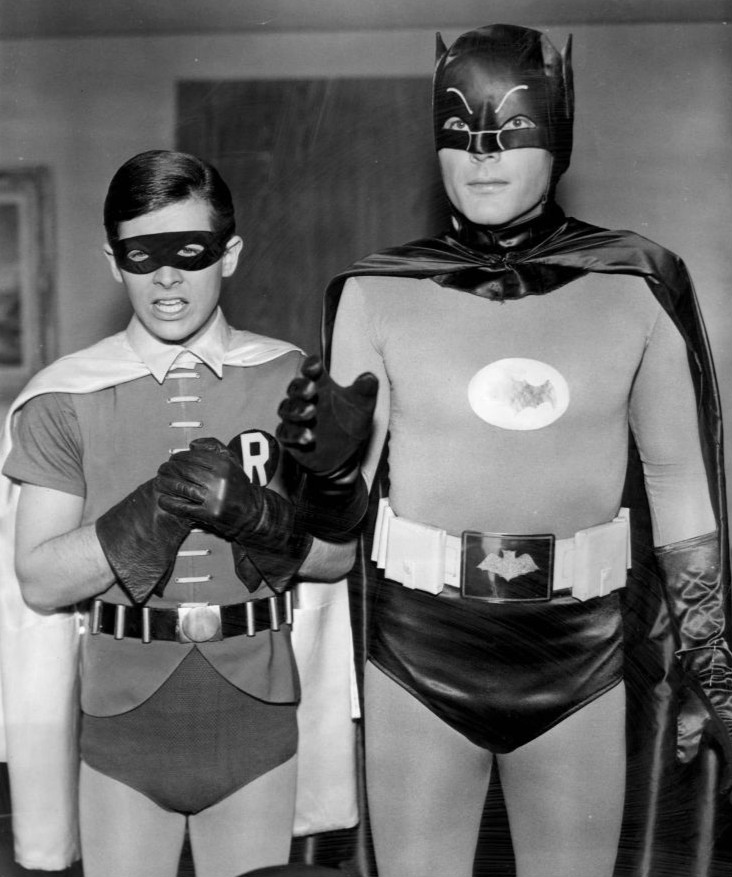
Burt Ward e Adam West nos papeis de Robin e Batman, respectivamente
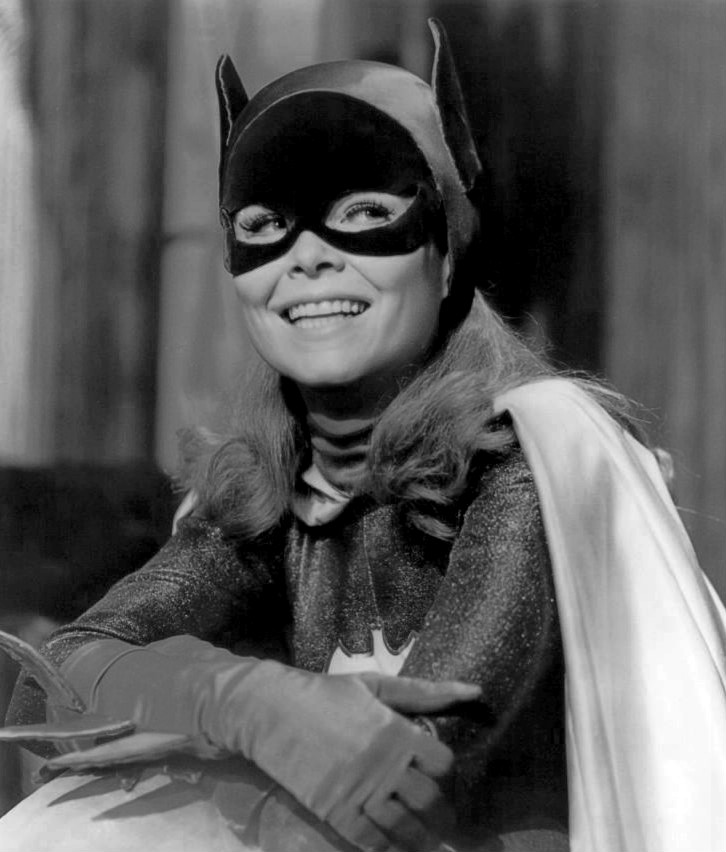
Yvonne Craig como Batmoça
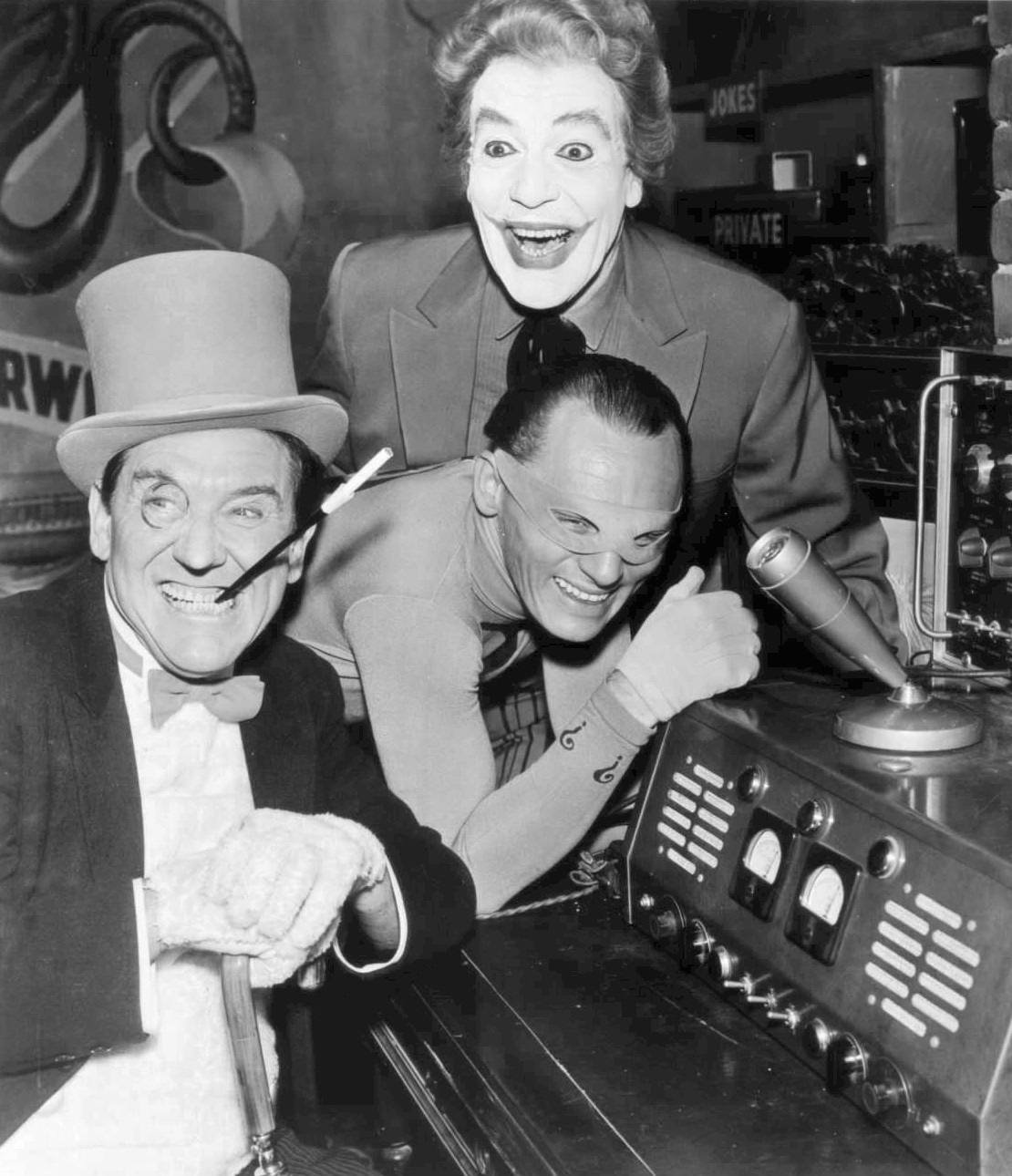
Foto promocional de 1967 com os três principais vilões da série: Pinguim, Charada e Coringa
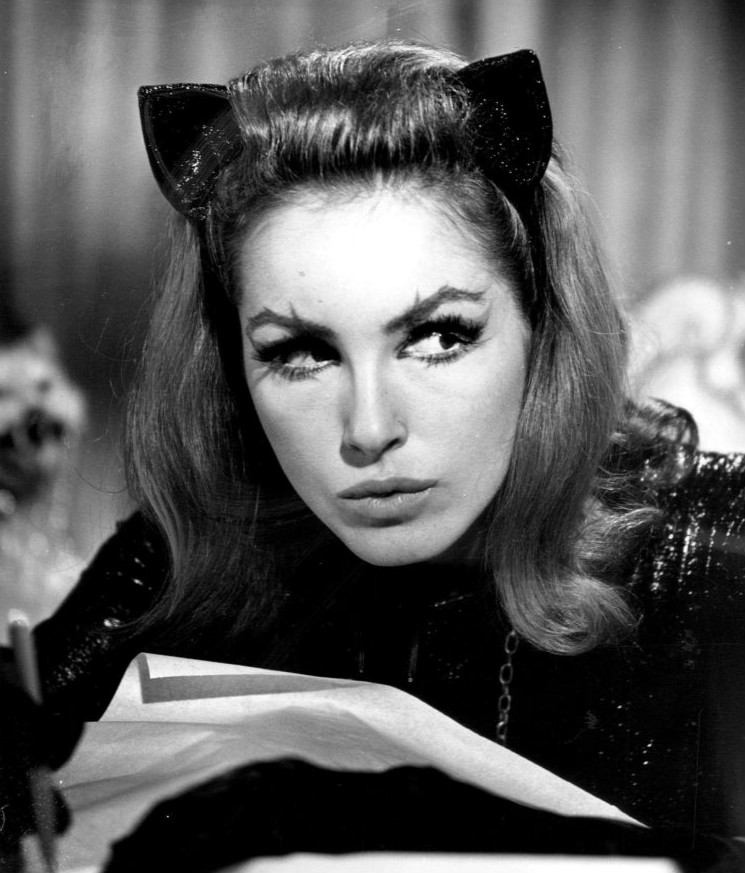
Julie Newmar como Mulher-Gato
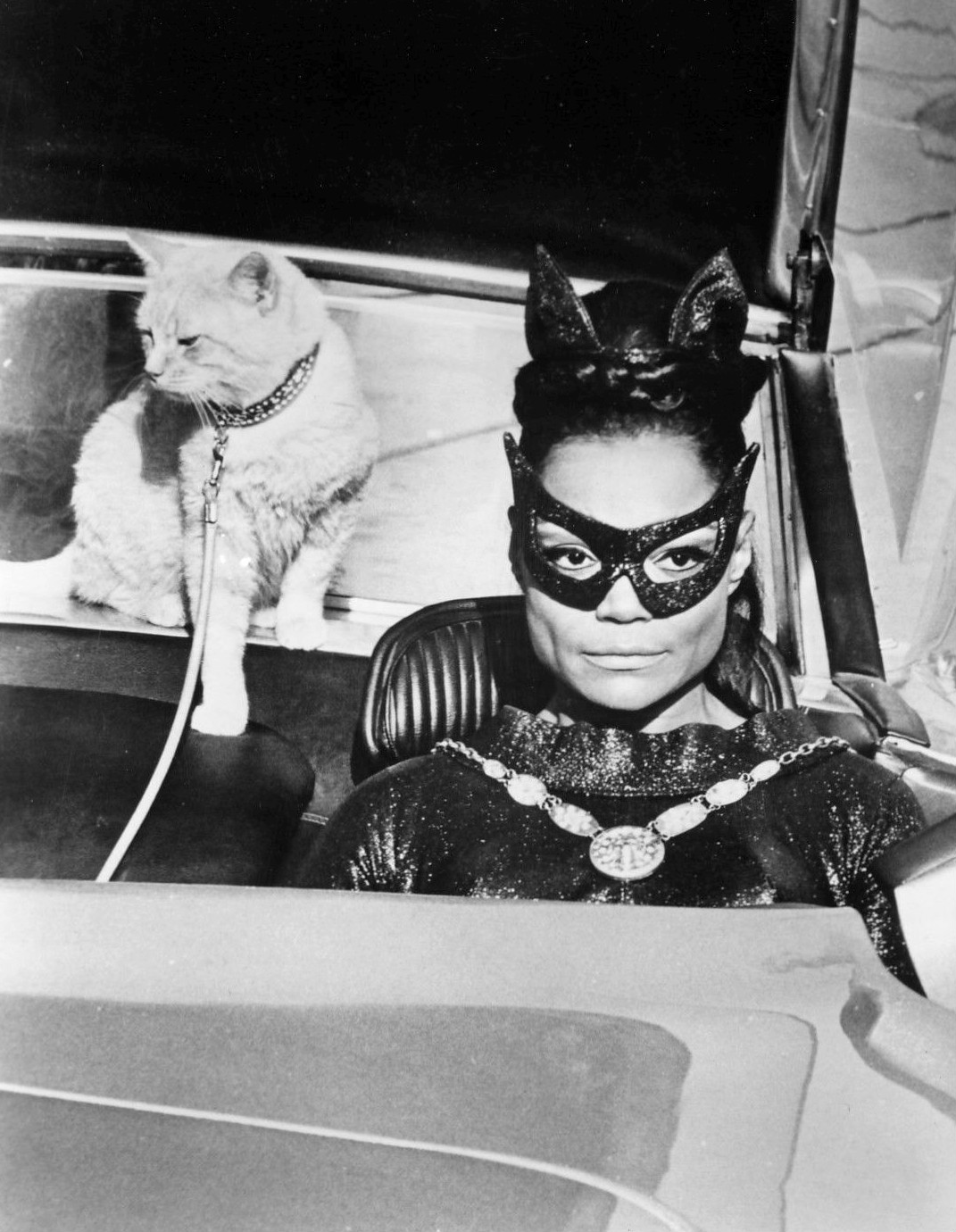
Eartha Kitt como Mulher-Gato

## Na cultura popular
O seriado voltou a ganhar destaque no Brasil em 2003 quando foi difundida na internet uma sátira conhecida como Feira da Fruta.

## Lista de Episódios

### 1ª Temporada (Jan a Mai/1966)
- 001 – "Charada é uma Charada"
- 002 – "Destruído com um Soco"
- 003 – "Pingüim, o Ladrão de Casaca"
- 004 – "Pingüim Pega um Peixão"
- 005 – "O Coringa Está Solto"
- 006 – "Batman Está Irritado"
- 007 – "Descongelamento Instantâneo"
- 008 – "Rato Gosta de Queijo"
- 009 – "Zelda, a Maior"
- 010 – "Zelda Levou a Pior"
- 011 – "Uma Charada por Dia Aposenta um Charadista"
- 012 – "Quando os Ratos Estão Longe, os Camundongos Folgam"
- 013 – "O Décimo Terceiro Chapéu"
- 014 – "Batman Reage"
- 015 – "O Coringa Vai à Escola"
- 016 – "Um Adversário à Altura de um Medonho Bandido"
- 017 – "Falso ou Verdadeiro"
- 018 – "Corrida dos Ratos"
- 019 – "O Crime Perfeito"
- 020 – "Melhor Sorte na Próxima Vez"
- 021 – "O Pingüim Regenerado"
- 022 – "Desta Vez Ainda Não"
- 023 – "O Anel de Cera"
- 024 – "Baixa a Lenha Nele"
- 025 – "O Traça Traça um Ataque"
- 026 – "Gothan City Pega Fogo"
- 027 – "A Maldição De Tut"
- 028 – "A Arapuca"
- 029 – "O Traça-Traça o Massacre"
- 030 – "Batman Dá Carta"
- 031 – "Morte em Câmera Lenta"
- 032 – "O Charada Dá Um Passo em Falso"
- 033 – "Inimigos de Águas Turvas"
- 034 – "Batman Arma o Cenário"

### 2ª Temporada (Set/1966 a Mar/1967)
- 035 – "Justiceiro de Araque"
- 036 – "O Arqueiro Flibusteiro"
- 037 – "Recém-Saída da Gleba"
- 038 – "A Mulher-Gato e o Violino"
- 039 – "A Derrota do Menestrel"
- 040 – "Rastro de Batman"
- 041 – "Mania de Tut"
- 042 – "A Caixa de Tut Fechou"
- 043 – "Mãe do Ano"
- 044 – "Mãe Parker"
- 045 – "Os Crimes Malucos do Rei Relógio"
- 046 – "O Rei Relógio Foi Coroado"
- 047 – "O Ovo"
- 048 – "O Ovo Gorou"
- 049 – "Dedos do Diabo"
- 050 – "Vibrações da Morte"
- 051 – "Pingüim, o Candidato"
- 052 – "O Ex-Candidato Pingüim"
- 053 – "Gelo Verde"
- 054 – "O Sr. Frio Descongelado"
- 055 – "Graça Sem Graça"
- 056 – "As Provocações do Coringa"
- 057 – "Márcia, Paraíso do Amor"
- 058 – "Chega de Diamantes"
- 059 – "Boche"
- 060 – "Meu Modo de Jogar é que Interessa"
- 061 – "O Ninho do Pingüim"
- 062 – "O Último Canto do Pássaro"
- 063 – "O Miado da Gata"
- 064 – "O Pássaro de Batman"
- 065 – "A Volta do Charada - 1ª Parte"
- 066 – "A Volta do Charada - 2ª Parte"
- 067 – "O Sr. Frio Ataca"
- 068 – "Ponto Bem Dado"
- 069 – "A Máscara Contaminada"
- 070 – "A Mancada do Chapeleiro"
- 071 – "Os Crimes do Zodíaco – 1ª Parte"
- 072 – "Os Crimes do Zodíaco – 2ª Parte"
- 073 – "Os Crimes do Zodíaco – 3ª Parte"
- 074 – "Ainda a Mulher-Gato"
- 075 – "Ainda a Mulher-Gato – 2ª Parte"
- 076 – "Pingüim, o Melhor Amigo da Mulher"
- 077 – "A Encenação do Pingüim"
- 078 – "Desastroso Final do Pingüim"
- 079 – "O Aniversário de Batman"
- 080 – "O Desafio do Charada"
- 081 – "A Última Gargalhada do Coringa"
- 082 – "O Epitáfio de Batman"
- 083 – "A Mulher-Gato Vai para o Colégio"
- 084 – "Batman Aplica Seus Conhecimentos"
- 085 – "Um Pouco de Ação"
- 086 – "Alegria de Batman"
- 087 – "O Golpe do Rei Tut"
- 088 – "O Waterloo de Batman"
- 089 – "A Viúva Negra Ataca Outra Vez"
- 090 – "Apanhados na Teia de Aranha"
- 091 – "A Arte do Coringa – 1ª Parte"
- 092 – "A Arte do Coringa – 2ª Parte"
- 093 – "O Sr. Frio"
- 094 – "A Dupla Reage"

### 3ª Temporada (Set/1967 a Mar/1968)
- 095 – "Batgirl Entra, o Pingüim Sai"
- 096 – "Charada Sem Graça"
- 097 – "O Canto da Sereia"
- 098 – "Esportes de Pingüins"
- 099 – "Um Cavalo de Outra Cor"
- 100 – "O Perverso Rei Tut"
- 101 – "Louie Lilás"
- 102 – "Cabeça-de-Ovo"
- 103 – "Um Dinossauro Pouco Pré-Histórico"
- 104 – "O Castigo do Coringa"
- 105 – "Roubos em Londinium"
- 106 – "Uma Idéia Desastrada"
- 107 – "A Torre Sangrenta"
- 108 – "Mulher-Gato, a Mulher Fatal"
- 109 – "Uma Dupla Terrível"
- 110 – "Felinos Desonestos"
- 111 – "O Truque da Mulher-Gato"
- 112 – "A Hora e a Vez de Louie Lilás"
- 113 – "O Clube do Outro Mundo"
- 114 – "Dia de Limpeza"
- 115 – "A Grande Fuga"
- 116 – "O Grande Roubo do Trem"
- 117 – "Uma Múmia Deste Mundo"
- 118 – "O Disco Voador do Coringa"
- 119 – "De Médico e Louco"
- 120 – "Sabedoria Demais Atrapalha"

## Crossover com Batman
Van Williams e Bruce Lee fazem uma aparição especial como o Besouro Verde e Kato em em janela enquanto Batman e Robin estavam escalando um prédio. Isso foi na parte um de um episódio de duas partes da segunda temporada da série de TV Batman: "The Spell of Tut", que foi ao ar em 28 de setembro de 1966.:70 Também há menção da série de TV O Besouro Verde no episódio de duas partes do Batman "The Impractical Joker", transmitido em 16 de novembro de 1966, enquanto Alfred, Dick Grayson e Bruce Wayne estão assistindo televisão, e Bruce Wayne diz: "Está na hora para assistir O Besouro Verde! ".
Mais tarde na mesma temporada, Besouro Verde e Kato apareceram no episódio duplo "A Piece of the Action" da segunda temporada em duas partes e "Batman's Satisfaction", que foi ao ar de 1 a 2 de março de 1967. Nos dois episódios, Besouro Verde e Kato estão em Gotham City para explodir um anel de selos falsificados dirigido pelo Coronel Gumm (interpretado por Roger C. Carmel).:114–115 "Batman's Satisfaction" leva a uma luta mista, com Batman & Robin e O Besouro Verde & Kato lutando contra o Coronel Gumm e sua gangue. Assim que a tripulação de Gumm é derrotada, Batman e Robin enfrentam O Besouro Verde e Kato, resultando em um impasse interrompido pela polícia. Neste episódio, Batman, Robin e a polícia consideram os Besouro Verde e Kato criminosos, embora Batman e Robin tenham sido cordiais com a dupla na aparição anterior na janela.

#### Batman e Robin emO Besouro Verde
No episódio "The Secret Of The Sally Bell" de  O Besouro Verde de 9 de dezembro de 1966 o Batmóvel é visto em um receptor de televisão, girando dentro da Batcaverna. No episódio do Besouro Verde de 3 de fevereiro de 1967 "Ace in the Hole", que foi transmitido entre as aparições de Batman de setembro de 1966 e março de 1967 (mencionado acima), um episódio não identificado de Batman é visto em um aparelho de televisão, mostrando Batman e Robin escalando um prédio. Outra aparição de Besouro Verde, Kato e Batman foi transmitida no outono de 1966 em um programa de variedades da televisão Milton Berle Hollywood Palace.

## Exibição lusófona

### Brasil
A série foi exibida na TV brasileira, pelo canal SBT e depois pelos canais a cabo Fox,FX e mais recentemente pelo TCM (Turner Classic Movies).
Atualmente é exibida na Rede Brasil de Televisão para transmissão na TV aberta brasileira.

### Portugal
Em Portugal, a série foi originalmente transmitida pela SIC na década de 1990 e estreou no canal a 8 de outubro de 1992.
A partir de março de 2003, a série foi transmitida pela FOX.